# Claude Brochu
Pour les articles homonymes, voir Brochu.
Claude Brochu (né à Québec le 29 octobre 1944) est un homme d'affaires québécois.

## Biographie
Il est employé par les distilleries Adams de 1976 à 1978, puis par la distillerie Seagram de 1978 à 1985; il en sera le vice-président exécutif de 1982 à 1985. Il est nommé président des Expos de Montréal par Charles Bronfman en 1986, remplaçant John McHale. 
Le 14 juin 1991, il réunit treize investisseurs privés pour acheter l'équipe alors qu'elle est menacée de partir pour l'Arizona. Il paye deux millions de ses propres fonds pour faire l'achat.
Il était le plus grand commanditaire de l'équipe, avec 7 % des parts. En 1995, il procède à une vente de feu des meilleurs joueurs de l'équipe, dont  Marquis Grissom, Larry Walker et John Wetteland. En 1996, il reçoit l'Ordre du Canada.
Son projet pour sauver l'équipe de la faillite était de construire un nouveau stade au centre-ville de Montréal, qui serait appelé le stade Labatt.
Il demande des subventions au gouvernements canadien et québécois de l'époque, mais face à l'échec de cette tentative, il démissionne en 1998 et vend ses parts à l'homme d'affaires new-yorkais Jeffrey Loria.
En 2001, il a publié un livre intitulé « La saga des Expos:Brochu s'explique » (ISBN 978-2891119559) qui blâme Lucien Bouchard pour la vente de l'équipe de baseball.

## Distinctions
- 1996 -  Membre de l'Ordre du Canada[2]